# Manfred Koprek
Manfred Koprek (ur. 14 marca 1943 w Strzelcach Opolskich) – polski piłkarz grający na pozycji pomocnika, trener. Zawodnik klubów opolskich.

## Kariera piłkarska
Manfred Koprek karierę piłkarską rozpoczął w Budowlanych Strzelce Opolskie. Następnie po powołaniu do wojska w latach 1964–1966 występował w Czarnych Żagań. Następnie w latach 1966–1973 występował w Odrze Opole, gdzie stanowił on o sile linii pomocy w ekstraklasie i II lidze. Po zakończeniu sezonu 1972/1973 Manfred Koprek po raz pierwszy zakończył karierę piłkarską. W latach 1973–1975 prowadził drużynę rezerw Niebiesko-Czerwonych, następnie wyjechał do Australii, gdzie występował w drużynie Brisbane, jednak w 1977 roku uległ on kontuzji łąkotki i naderwania ścięgna kolana i w wieku 34 lat musiał zakończyć karierę piłkarską.

## Po zakończeniu kariery piłkarskiej
Po definitywnym zakończeniu kariery wrócił do Strzelec Opolskich i w latach 1977–1979 był trenerem Budowlanych Strzelce Opolskie. W 1980 roku wyjechał do Niemiec, gdzie mieszka do dziś.

## Życie prywatne
Manfred Koprek obecnie jest żonaty z Brigittą, z którą wziął ślub w 1966 roku, mają dwóch synów. Mieszka w Dortmundzie.